# Úrsulo Galván, Solosuchiapa
Úrsulo Galván är en ort i Mexiko.   Den ligger i kommunen Solosuchiapa och delstaten Chiapas, i den sydöstra delen av landet, 700 km öster om huvudstaden Mexico City. Úrsulo Galván ligger 162 meter över havet och antalet invånare är 248.
Terrängen runt Úrsulo Galván är huvudsakligen kuperad, men söderut är den bergig. Runt Úrsulo Galván är det ganska tätbefolkat, med 52 invånare per kvadratkilometer. Närmaste större samhälle är Teapa, 12,7 km nordost om Úrsulo Galván. Omgivningarna runt Úrsulo Galván är en mosaik av jordbruksmark och naturlig växtlighet.